# من و پسرم – ماجراهای جدید برای کمیسر ویوالدی
من و پسرم - ماجراهای جدید برای کمیسر ویوالدی (ایتالیایی: Io e mio figlio – Nuove storie per il commissario Vivaldi) مجموعهٔ تلویزیونی ایتالیایی است که در سال ۲۰۱۰ میلادی منتشر شد.

## بازیگران
- لاندو بوتسانکا
- جووانی شیفونی
- کاترینا ورتووا
- لوئیجی ماریا بوروآنو
- آلساندرا چلی
- دانیلا پوجی
- آنا اورسو
- سیمونا کاپارینی
- آنا آمیراتی
- آلبرتو مولیناری

## آمار پخش
| شماره | پخش اصلی (ایتالیا) | تعداد بینندگان | سهم پخش |
| ----- | ------------------ | -------------- | ------- |
| ۱     | ۱۰ ژانویه ۲۰۱۰     | ۵٬۱۱۸٬۰۰۰      | ۱۹٫۹۵٪  |
| ۲     | ۱۲ ژانویه ۲۰۱۰     | ۵٬۰۱۶٬۰۰۰      | ۱۸٫۷۴٪  |
| ۳     | ۱۹ ژانویه ۲۰۱۰     | ۵٬۰۵۰٬۰۰۰      | ۱۹٫۱۸٪  |
| ۴     | ۲۶ ژانویه ۲۰۱۰     | ۴٬۹۲۹٬۰۰۰      | ۱۷٫۹۶٪  |
| ۵     | ۲ فوریه ۲۰۱۰       | ۵٬۰۳۳٬۰۰۰      | ۱۸٫۶۳٪  |
| ۶     | ۹ فوریه ۲۰۱۰       | ۵٬۳۴۴٬۰۰۰      | ۱۹٫۹۹٪  |